# Duiven
Duiven là một đô thị thuộc tỉnh Gelderland, Hà Lan. Đô thị này có diện tích 35,15  km², dân số thời điểm tháng 1 năm 2021 là 25.066 người.